# BMO Field
Das BMO Field ist ein Fußballstadion in der kanadischen Stadt Toronto, Provinz Ontario. Es war das erste reine Fußballstadion in Kanada und wurde im April 2007 fertiggestellt. Die Baukosten beliefen sich auf 62,9 Mio. CAD. Der Hauptnutzer der Anlage ist der Toronto FC, der 2007 als erstes kanadisches Franchise in die Major League Soccer (MLS) aufgenommen wurde. Inzwischen wird das BMO Field auch für andere Mannschaftssportarten genutzt. Die kanadischen Fußballnationalmannschaften der Männer und Frauen sowie die kanadische Rugby-Union-Nationalmannschaft tragen hier ihre Heimspiele aus. Seit Beginn der Saison 2016 ist das BMO Field auch Heimspielstätte der örtlichen Canadian-Football-Mannschaft, der Toronto Argonauts.

## Geschichte
Das BMO Field gehörte zur Bewerbung der Canadian Soccer Association zur Ausrichtung der U-20-Fußball-Weltmeisterschaft 2007. Ursprünglich sollte das Stadion auf dem Gelände der York University gebaut werden. Die Universität sollte 15 Millionen CAD zu den Baukosten beitragen. Im Mai 2005 stieg die Universität aus dem Projekt aus. Daraufhin wurde das alte Exhibition Stadium als neuer Standort ausgewählt.
Am 11. Mai 2006 verkündete die MLS, dass der Toronto FC zur Saison 2007 in die Liga aufgenommen werde. Da sich das Stadion zu diesem Zeitpunkt bereits im Bau befand, erfüllte der Standort Toronto ein für die MLS wichtiges Aufnahmekriterium.
Das erste Spiel im BMO Field fand am 28. April 2007 statt, zu dem der Toronto FC die Kansas City Wizards empfang. Es ging mit 0:1 verloren. Am 12. Mai 2007 fand die große Eröffnungsfeier statt. Das MLS All-Star Game 2008 fand im BMO Field statt. Außerdem wurde 2010 der MLS Cup in Toronto ausgespielt. 2014 war das National Soccer Stadium eine von Austragungsstätte der U-20-Fußball-Weltmeisterschaft der Frauen. Die Sportstätte war Spielort der 7er-Rugby-Partien der Panamerikanischen Spiele 2015.
Seit September 2014 wird das Stadion auf 40.000 Plätze erweitert. Zusätzlich werden auch die beiden Längstribünen (West und Ost) und die südliche Hintertortribüne überdacht. Die Arbeiten wurden in zwei Phasen aufgeteilt. Im Mai 2015 konnte die erste Phase mit der Erweiterung um 8.400 Sitzplätze auf rund 31.000 Plätze abgeschlossen werden. Die Kosten für den Umbau lagen bei 150 Mio. CAD und wurde im Mai 2016 abgeschlossen. Am 21. Februar 2016 wurde als letzter großer Teil des Umbaus die Dachkonstruktion der Südtribüne (115 × 21 m) mit 490 Tonnen Gewicht auf ihren Platz gehoben.
Das BMO Field wurde im Juni 2022, neben dem BC Place Stadium in Vancouver, als Spielort für die Fußball-Weltmeisterschaft 2026 ausgewählt. Das Turnier soll in den Vereinigten Staaten (11 Stadien), Mexiko (3) und Kanada stattfinden. Für die WM ist ein temporärer Ausbau mit zusätzlichen Rängen hinter den Toren um 17.756 auf 45.736 Plätze geplant.

## Name
Am 31. August 2006 wurde verkündet, dass die Bank of Montreal (BMO), die viertgrößte Bank Kanadas, Namenssponsor des Stadions über zehn Jahre bis 2017. Hierfür zahlte das Geldinstitut zehn Millionen CAD. Im Februar 2016 einigten sich die Bank of Montreal und der Toronto FC auf die Verlängerung des Vertrages um weitere zehn Jahre bis 2027. Bei offiziellen FIFA-Partien trägt die Spielstätte den werbefreien Namen National Soccer Stadium. Im Juni 2022 wurde bekannt, dass BMO den Sponsoringvertrag um zehn Jahre erweitert hat.

## Finanzierung und Verwaltung
Die Baukosten für das BMO Field lagen bei 69 Millionen CAD. Das nötige Kapital stammte aus verschiedenen Quellen.
Die Maple Leaf Sports & Entertainment Ltd. (MLSE) als Eigentümer des Toronto FC stellte acht Millionen CAD plus zehn Millionen CAD, die durch den Verkauf des Stadionnamens eingenommen wurden, zur Verfügung. Die Bundesregierung stellte mit 27 Millionen CAD den Löwenanteil der Baukosten. Die Provinz Ontario stellte acht, die Stadt Toronto weitere zehn Millionen CAD.
Die Stadt Toronto ist der Besitzer des Stadions, die Verwaltung wird von der MLSE übernommen.

## Ausstattung
Das BMO Field besaß von seiner Eröffnung bis 2010 ein Spielfeld aus Kunstrasen (FieldTurf). Dem folgte ein Spielfeld aus Naturrasen. 2019 erhielt das Stadion einen Hybridrasen.
Der Großteil der Plätze im Stadion hat rote Sitzschalen. Wenn das Stadion leer ist, kann man auf der Osttribüne ein großes Ahornblatt (Maple Leaf), auf der Westtribüne den Schriftzug „Toronto“ und auf der Südtribüne den Schriftzug „BMO“ sehen.

## Galerie

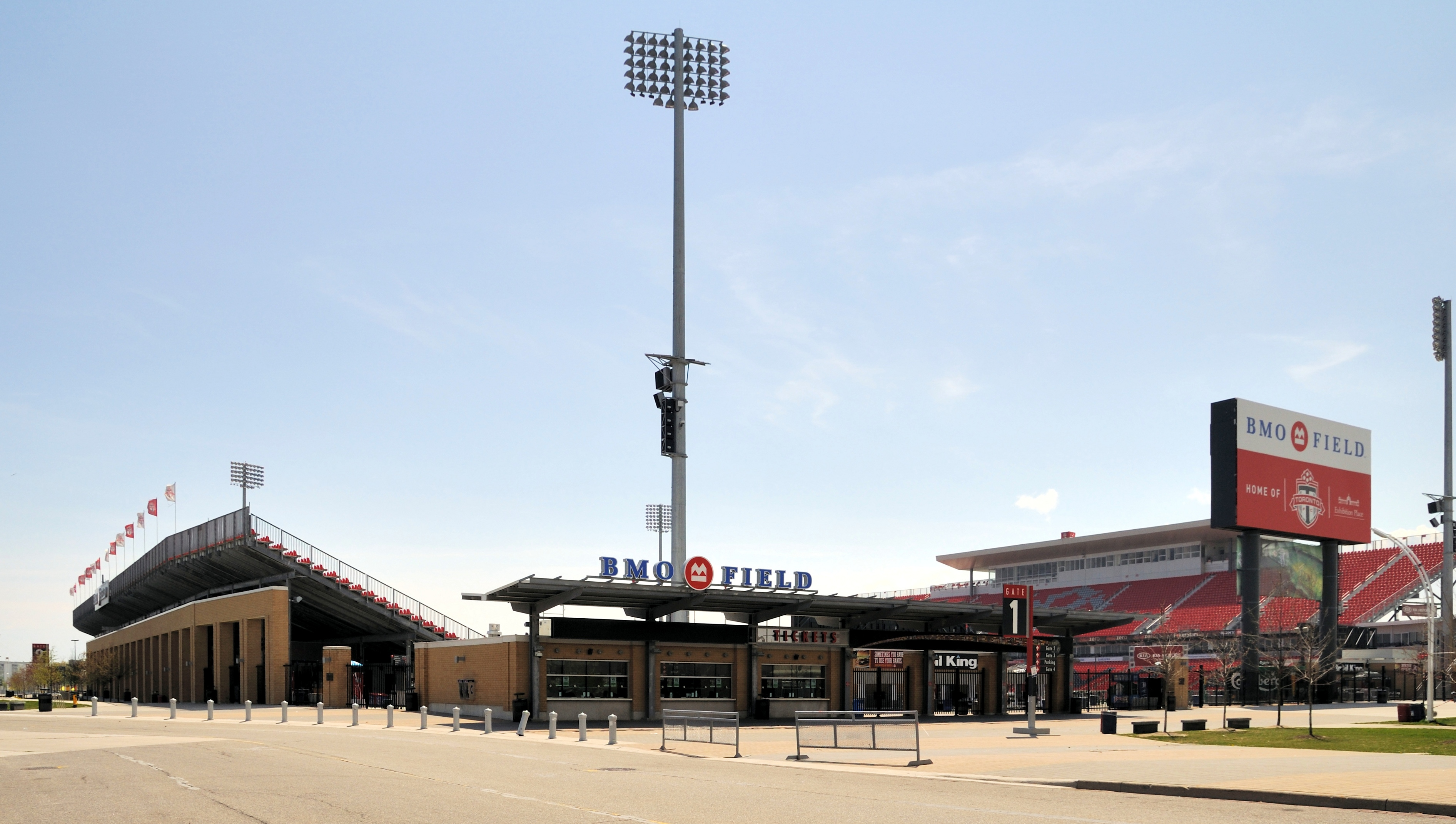
Haupteingang des Stadions
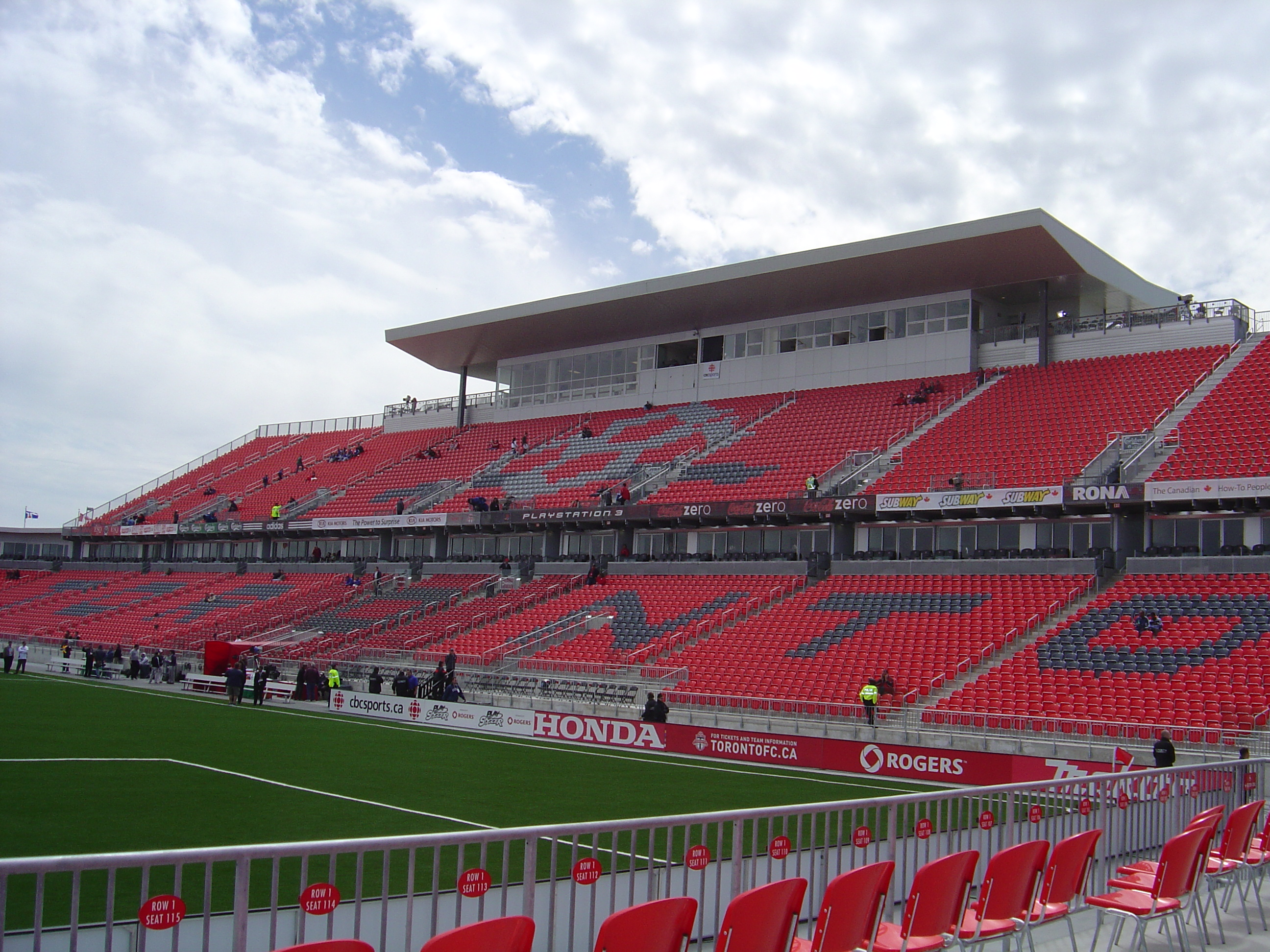
Das Innere des Stadions (2007)
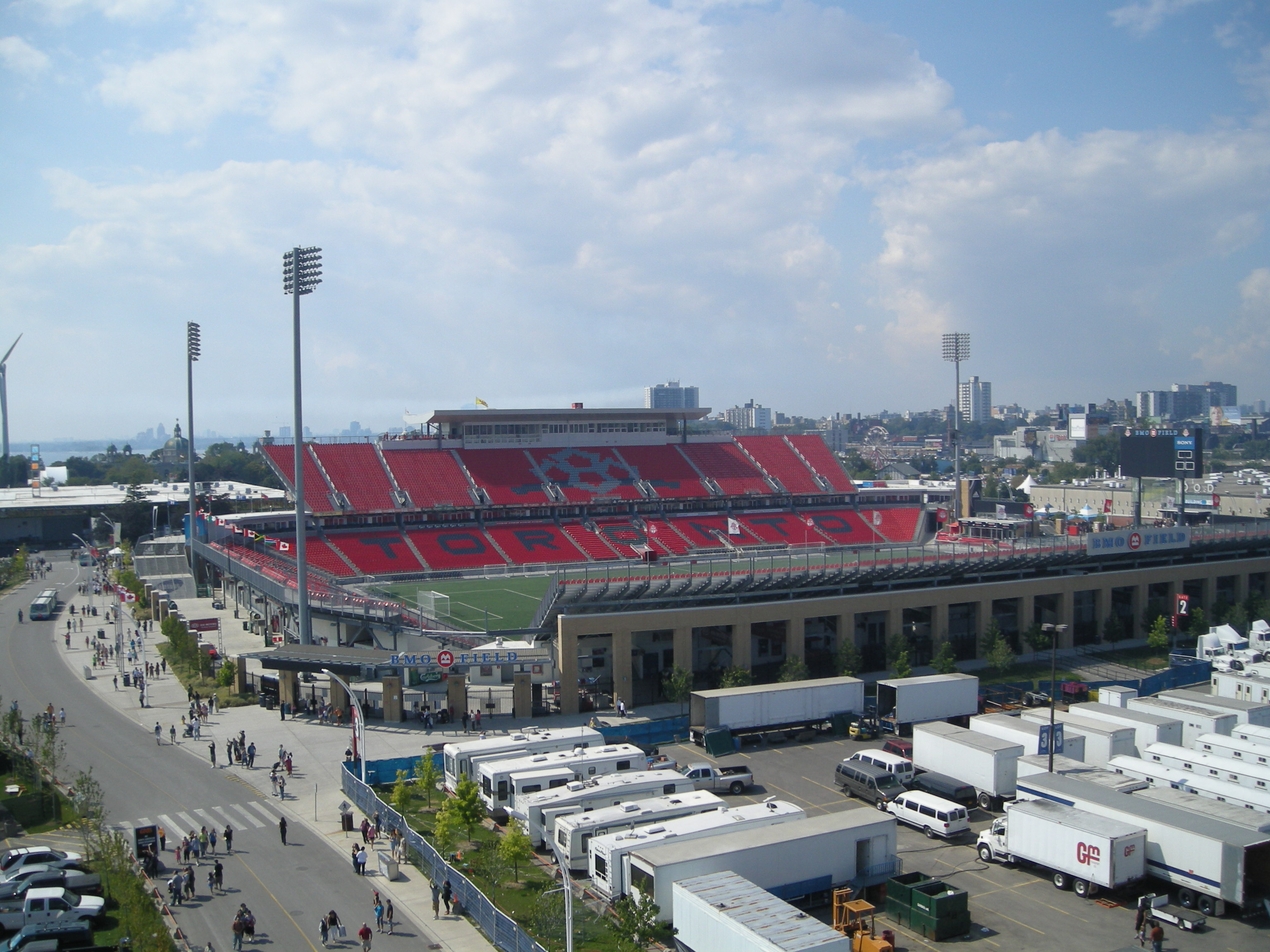
BMO Field (2009)
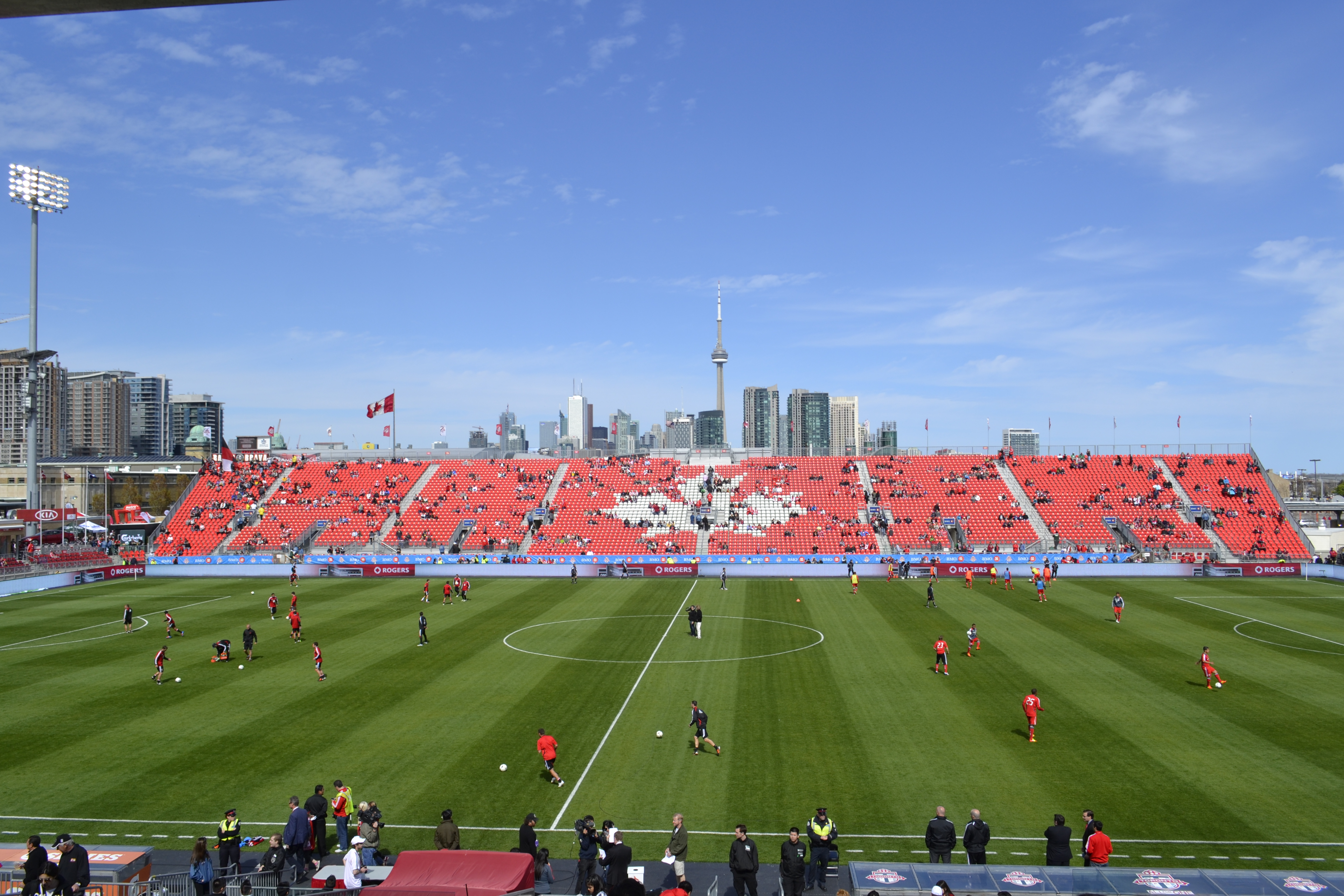
Osttribüne (2012)
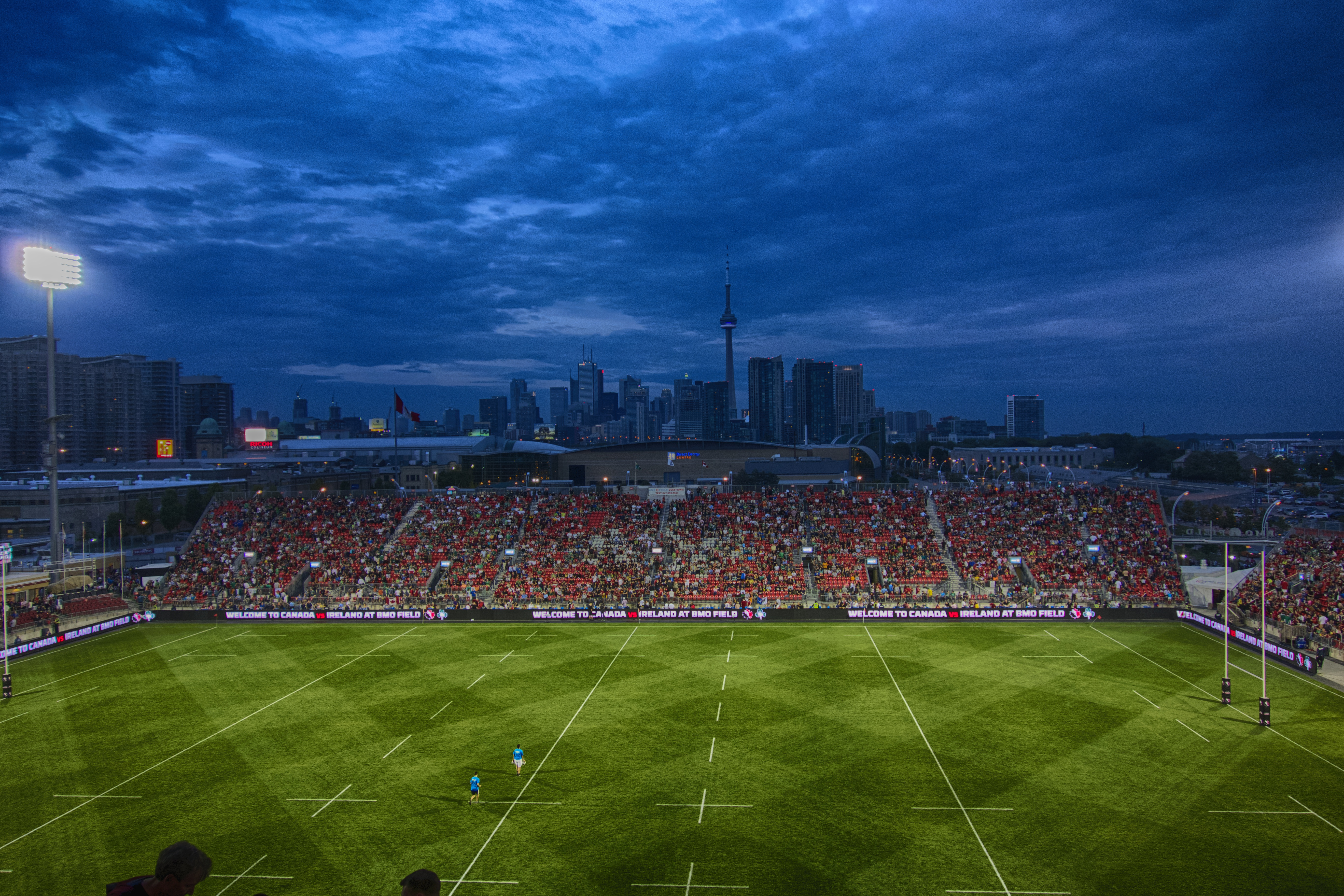
Rugbyspiel (2013)
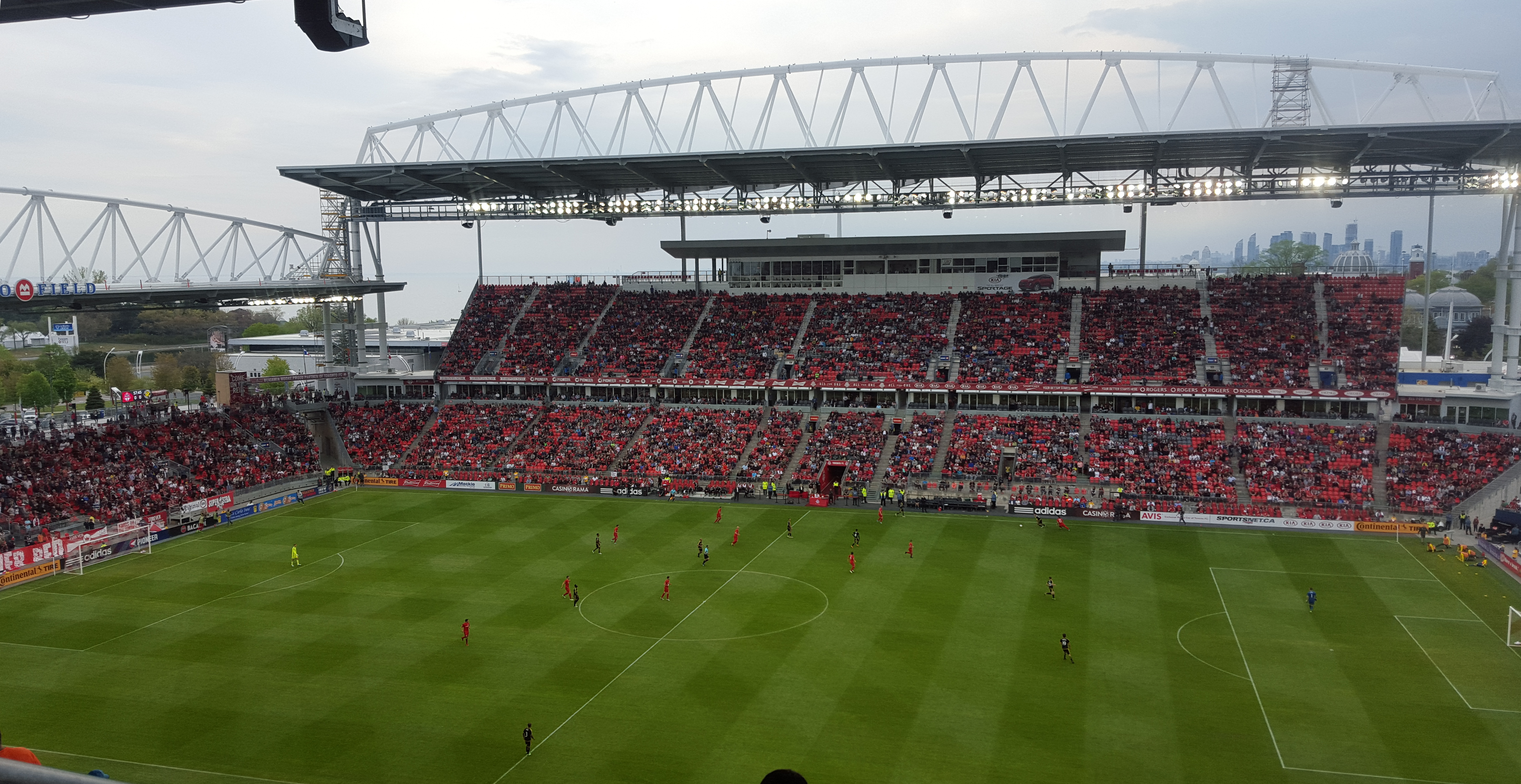
Die Osttribüne nach dem Umbau (2016)